# Ildaura Murillo-Rohde
Ildaura Murillo-Rohde (ngày 6 tháng 9 năm 1920 – ngày 5 tháng 9 năm 2010) là một y tá người Mỹ gốc Panama, người quản lý học tập và tổ chức. Bà chuyên về điều dưỡng tâm thần, tổ chức các cuộc hẹn học tập tại một số trường đại học và là một nhà tâm lý trị liệu trong thực hành tư nhân. Murillo-Rohde thành lập Hiệp hội quốc gia về y tá gốc Tây Ban Nha năm 1975. Bà là một nhà tư vấn của Tổ chức Y tế Thế giới cho chính phủ Guatemala và được bổ nhiệm làm Đại diện thường trực của Liên Hợp Quốc tại UNICEF cho Liên đoàn Kinh doanh và Phụ nữ Chuyên nghiệp Quốc tế. Bà được đặt tên là Truyền thuyết sống của Học viện điều dưỡng Hoa Kỳ năm 1994.

## Tiểu sử
Ildaura Murillo-Rohde sinh ngày 6 tháng 9 năm 1920 tại Panama. Bà đã đến Hoa Kỳ vào năm 1945. Bà đã hoàn thành một văn bằng điều dưỡng từ Bệnh viện Y khoa và phẫu thuật Điều dưỡng năm 1948. Bà đã kiếm được một văn bằng đại học trong việc giảng dạy và giám sát điều dưỡng tâm thần từ trường Cao đẳng Sư phạm, Đại học Columbia. Bà kiếm được bằng Thạc sĩ về giảng dạy và phát triển chương trình giảng dạy và một MEd trong giáo dục và quản trị, cả hai đều từ Columbia. Năm 1971, Murillo-Rohde là y tá gốc Tây Ban Nha đầu tiên được cấp bằng tiến sĩ từ Đại học New York (NYU).
Murillo-Rohde được dành riêng cho dân gốc Tây Ban Nha trong công việc của mình như là một y tá tâm thần và tập trung vào nhận thức văn hóa trong thực hành điều dưỡng. Trong bài viết Cuộc sống gia đình ở Puerto Rico ở thành phố New York, bà nhấn mạnh rằng có thể có một "nền văn hóa trong một nền văn hóa" và một y tá phải biết rõ từng nền văn hóa để cung cấp sự chăm sóc tốt nhất.
Murillo-Rohde đã trở thành phó hiệu trưởng tại Đại học Washington và là giám đốc điều dưỡng gốc Tây Ban Nha đầu tiên tại NYU. Murillo-Rohde thành lập Hiệp hội quốc gia của Tây Ban Nha nói tiếng Tây Ban Nha – Surnamed Y tá (NASSSN), được gọi là Hiệp hội quốc gia của y tá gốc Tây Ban Nha (NAHN) sau năm 1979, và là chủ tịch đầu tiên của nó. Năm 1991, David Dinkins đã chỉ định Murillo-Rohde cho một ủy ban kiểm tra chất lượng chăm sóc tại các bệnh viện ở thành phố New York. Năm 1994, bà được đặt tên là Truyền thuyết sống của Học viện điều dưỡng Hoa Kỳ.
Murillo-Rohde qua đời tại Panama vào ngày 5 tháng 9 năm 2010. NAHN trao tặng học bổng và một giải thưởng xuất sắc về giáo dục để vinh danh bà.